# Arctosa lacustris
Arctosa lacustris är en spindelart som först beskrevs av Simon 1876.  Arctosa lacustris ingår i släktet Arctosa och familjen vargspindlar. Inga underarter finns listade i Catalogue of Life.